# 54-й окремий гвардійський розвідувальний батальйон (СРСР)
54-й окремий гвардійський розвідувальний Прутсько-Померанський, орденів Олександра Невського, Богдана Хмельницького 3-го ступеня та Михайла Кутузова 3-го ступеня батальйон. Входив до складу збройних сил СРСР.

## Історія формування

### 87-й окремий мотоциклетний батальйон (1943—1944)
8 березня 1943 року в Костеревських танкових таборах Московського автобронетанкового центру розпочалося створення 87-го окремого мотоциклетного батальйону. 28 травня 1943 року його створення було завершено.
Батальйон увійшов до складу 2-ї танкової армії (2-ї ТА) Центрального фронту і 5 липня 1943 року розпочав виконання бойових завдань у районі станції Понирі на Курсько-Орловському напрямку наступу радянських військ. Протягом липня-серпня 1943 року батальйон успішно здійснював розвідку угруповань противника, тим самим забезпечував високу ефективність наступальних дій 2] ТА. Зокрема, 26 серпня 1943 року воїни батальйону першими увірвались до міста Севськ та сприяли його визволенню радянськими військами.
У вересні 1943 року після важких боїв 2 ТА була виведена у резерв Ставки Верховного Головнокомандування на доукомплектування та переформування. 10 січня 1944 року згідно з новим штатом до складу батальйону увійшла рота середніх танків.
18 січня 1944 року 2 ТА була включена до складу 1-го Українського фронту і брала участь у відбитті контрударів німецьких військ у Корсунь-Шевченківській наступальній операції.
На початку березня 1944 року 2 ТА наступала у напрямку міста Умань. У свою чергу, 87 окремий мотоциклетний батальйон добував відомості про противника з метою забезпечення розвідданими командування армії. При цьому батальйон успішно поєднував ведення розвідки з маневровими та рейдовими діями. 11 березня 1944 року батальйон підійшов до річки Південний Буг. Діючи попереду радянських військ, 15 березня 1944 року в районі станції Вапнярка батальйон отримав наказ висуватись у напрямку міста Ямпіль, захопити переправу через річку Дністер та утримувати її до підходу головних сил 2 ТА.
Продовжуючи наступ, батальйон вийшов до державного кордону з Румунією по річці Прут, форсував її та отримав новий наказ — вести розвідку в напрямку румунського міста Ясси.
24 квітня 1944 року наказом Верховного Головнокомандувача СРСР за відвагу і хоробрість особовий склад частини при переході державного кордону з Румунією та форсування річки Прут батальйону присвоєно звання Прутського.
До червня 1944 року батальйон брав участь у бойових діях на території Румунії.

### 16 окремий гвардійський мотоциклетний батальйон (1944—1953)
За успішні дії батальйону в Люблінській операції присвоєно звання «Гвардійської» і згідно з наказом Президії Верховної Ради СРСР від 20 листопада 1944 року батальйон був перейменований в 16-й окремий гвардійський мотоциклетний батальйон.
У Варшавсько-Познанській операції дії 2 гв. ТА відзначались високою стрімкістю: за 15 діб вона пройшла з боями понад 700 км від Вісли до Одеру. У цій операції батальйон діяв як розвідувальний загін на правому фланзі армії та викрив угруповання противника в районі Варшави.
10 лютого 1945 року Указом Президії Верховної Ради СРСР за зразкове виконання завдань у боях з німецькими загарбниками, за участь у визволенні міста Варшава та проявлені при цьому доблесть та відвагу батальйон нагороджений орденом Олександра Невського.
Під час Померанської операції батальйон, діючи у складі передового загону армії, 27 січня 1945 року форсував річку Нетце, перетнув німецько-польський кордон та першим увійшов на територію Померанії. Продовжуючи виконувати завдання, батальйон захопив переправу поблизу міста Накель та ввечері 3 лютого 1945 року оволодів цим містом.
5 квітня 1945 року наказом Верховного Головнокомандувача за перехід державного кордону Німеччини та Польщі та вступ на територію Померанії батальйону присвоєно найменування «Померанський».
Після цього, згідно з наказом командувача 2-ї гв. ТА, батальйон вийшов у тил противника в районі міста Шнайдемюль. Під час виконання завдання відважні розвідники оволоділи містом Мротшен, завдавши ворогові істотних втрат, та дезорганізували управління тилом гітлерівців, чим сприяли просуванню радянських військ. Пробувши більше ніж 4 доби в тилу ворога, батальйон з незначними втратами повернувся до розташування армії.
12 квітня 1945 року батальйон дістав завдання — організувати систему рухомих спостережних пунктів на плацдармі вздовж річки Одер, під час прориву оборони противника вести розвідку в напрямку Зеело — Дрейцен — Бад-Фрайнвальде, відрізаючи шляхи відходу нацистських військ на північ. Завдання батальйон успішно виконав.
З 20 квітня по 4 травня 1945 року батальйон виконував розвідувальні завдання північніше Берліна та в його передмісті. У цілому в Берлінській стратегічній наступальній операції 2 гв. ТА відзначилась під час прориву оборонних рубежів гітлерівців довкола Берліна та в ході штурму міста.
24 квітня 1945 року Указом Президії Верховної Ради СРСР за сміливі та рішучі дії в тилу противника і оволодіння містом Накель батальйон нагороджений орденом Богдана Хмельницького 3-го ступеня.
11 червня 1945 року Указом Президії Верховної Ради СРСР за успішне виконання бойових завдань у Берлінській операції батальйон нагороджений орденом Михайла Кутузова 3-го ступеня. Після закінчення війни батальйон було уведено до складу Прикарпатського військового округу.

### 16-й окремий гвардійський розвідувальний батальйон (1953—1957)
1 червня 1953 року 87-й окремий гвардійський мотоциклетний Прутсько-Померанський, орденів Олександра Невського, Богдана Хмельницького 3-го ступеня та Михайла Кутузова 3-го ступеня батальйон було переформовано у 16-й окремий гвардійський розвідувальний Прутсько-Померанський, орденів Олександра Невського, Богдана Хмельницького 3-го ступеня та Михайла Кутузова 3-го ступеня батальйон.

### 104-та окрема гвардійська розвідувальна рота (1957—1962)
У травні 1957 року згідно з директивою Міністра оборони СРСР 16-й окремий гвардійський розвідувальний Прутсько-Померанський, орденів Олександра Невського, Богдана Хмельницького 3-го ступеня та Михайла Кутузова 3-го ступеня батальйон було розформовано. На його базі створено 104-ту окрему гвардійську розвідувальну роту.

### 54-й окремий гвардійський розвідувальний батальйон (з 1962)
10 квітня 1962 року 104-ту окрему гвардійську розвідувальну роту було розформовано та на її базі створено 54-й окремий гвардійський розвідувальний Прутсько-Померанський, орденів Олександра Невського, Богдана Хмельницького 3-го ступеня та Михайла Кутузова 3-го ступеня батальйон.
У січні 1992 року, після розпаду СРСР, батальйон увійшов до складу Збройних сил України.